# Cargrad TV
Cargrad TV (ros. Царьгра́д ТВ, pol. Carogród TV) – rosyjski nacjonalistyczny kanał telewizyjny, opowiadający się za eskalacją wojny Rosji przeciwko Ukrainie. Został założony w 2014 roku przez przedsiębiorcę Konstantina Małofiejewa i rozpoczął nadawanie w 2015 r. Stacja połączyła państwową propagandę wojny i styl żółtego dziennikarstwa. Organizacja Cargrad TV utrzymywała poufne kontakty z politykami z Europy Zachodniej; część z nich miała dostawać pieniądze za przepychanie prorosyjskich ustaw. Konstantin Małofiejew i jego Cargrad mieli za zadanie rozbijać Unię Europejską poprzez finansowanie polityków z kręgu Matteo Salviniego czy Marine Le Pen, co ujawnili ludzie Michaiła Chodorkowskiego.
Oficjalnym spowiednikiem kanału jest Władimir Wigilanski, proboszcz świątyni akademickiej przy Uniwersytecie Moskiewskim. Dyrektorem generalnym od stycznia 2020 jest Dmitrij Skuratow (syn Jurija Skuratowa).